# Agent geològic
Els agents geològics són sistemes naturals capaços de modificar el relleu i l'estructura de l'escorça terrestre. Es divideixen en dos grups:
- Els agents geològics interns, que són el vulcanisme i les forces sísmiques,[1] originats per la calor interna de la terra mitjançant la tectònica de plaques.

- Els agents geològics externs, que són l'actuació de l'atmosfera, la hidrosfera i la biosfera sobre les roques (o sigui, els rius, el vent, les glaceres, les onades, etc.).[2] L'energia que els impulsa ve de la radiació solar com a motor del clima.

## Agents geològics externs
L'acció dels agents geològics externs es manifesta en els processos d'erosió (desgast de les roques i arrencada dels fragments o partícules), transport (dels materials arrencats) i sedimentació (dipòsit dels materials transportat).
Entre els agents geològics externs hi ha: 
- El vent: Duu a terme la seva acció per tota la superfície terrestre. És un agent eficaç en absència de vegetació, on hi ha materials fins solts, i vents constants, com als deserts i les platges.
- Les glaceres: Tenen una capacitat d'erosió i transport molt gran. L'acció està restringida a les zones polars i d'alta muntanya.
- Les aigües salvatges: Són les que corren per la superfície després d'una pluja forta. Tenen una gran capacitat erosiva als llocs on les pluges són escasses, però molt torrencials.
- Els rius són corrents naturals d'aigua que flueixen amb continuïtat des del naixement fins a desembocar a un mar o oceà. El seu curs se sol dividir en tres parts o sectors:[3]
  - Curs alt: l'aigua circula ràpidament i amb molta força a causa del fort pendent. El procés geològic que més abunda és l'erosió.
  - Curs mitjà: El pendent és més suau i l'aigua circula més lentament que en el curs alt del riu. El procés geològic que hi predomina és el transport de materials.
  - Curs baix: disminueix la seva velocitat perquè circula per terrenys de molt poca pendent. El procés geològic que més abunda és la sedimentació.
- Les aigües subterrànies: L'acció erosiva consisteix a dissoldre les roques del subsòl solubles, principalment les calcàries i els guixos.
- El mar: El mar està format per aigua. Duu a terme la seva acció a les costes i als penya-segats, on les ones els desgasten i els corrents marins transporten els materials.
- Els éssers vius. L'acció del microorganismes (per les substàncies que produeixen), de les plantes (per les arrels) i dels animals afecta a les roques, en les diferents fases de meteorització, erosió i sedimentació.[4]